# Villám

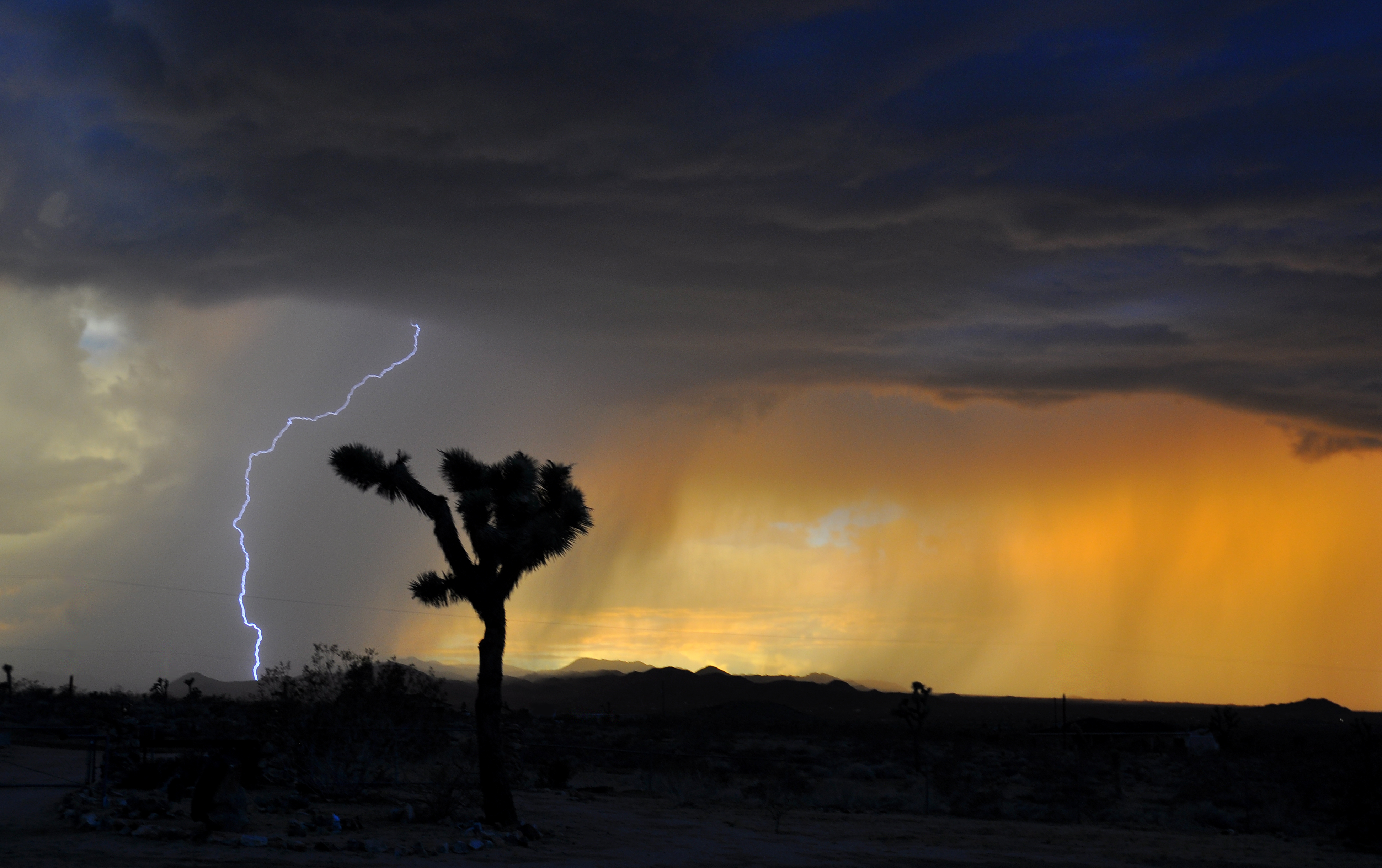
Elektromos gázkisülés

Villámok gyakorisága dátum alapján (lent).
Sötétkék: a legkevesebb, vörös: a legtöbb.

A villám nagy energiájú, természetes légköri elektromos kisülés. Keletkezhet felhő–föld és felhő–felhő között is. Áramerőssége általában 20-30 000 amper, de kivételes esetben meghaladhatja a 300 000 ampert is.
Óránként több százezer villámcsapás történik a Föld felszínén. Egyes adatok szerint Magyarországon évente a földet ért villámcsapások átlagos gyakorisága négyzetkilométerenként kettő.

## A villám keletkezése
A villám egyfajta elektromos gázkisülés, ami felhőn belül, felhők között, vagy a talaj és felhők között jön létre. Többnyire elágazásos szerkezetű, de van felületi villám is, amely a felhők felületén keletkezik. Ritkább jelenség az egyenes villám és a gömbvillám. E két utóbbira nincs általánosan elfogadott tudományos magyarázat. Az egyenes villám jellemzője, amiről a nevét is kapta az, hogy a vonala nélkülözi a villámokra általában jellemző elágazásokat (a villám vonala valójában nem egyenes, hanem íves is lehet). Az egyenes villám hurkot is leírhat.
A villám keletkezésének pontos folyamata még tudományos viták tárgya, de elfogadott magyarázat, hogy a villám kialakulása a felhők vízcseppjeinek, jégkristályainak súrlódására, széttöredezésére vezethető vissza, aminek következtében az elektromos töltések szétválnak a felhőn belül. A felhő felső felén a pozitív, alul a negatív töltések halmozódnak fel.
A víz légkörben való körforgása során a nedvesség felhővé áll össze. A felhőt sok millió, apró vízcsepp alkotja, ugyanakkor jégkristályokat is tartalmaz, ezek súlya egyelőre annyira kicsi, hogy a levegőben lebegnek. A földfelszín felőli párolgás felfelé mozgatja az apró vízcseppeket, amik útjuk során összeütköznek más hasonló vízcseppekkel, jégkristályokkal, vagy a lefelé hulló hópelyhekkel. Az apró ütközések következtében a felfelé haladó nedvességben elektronhiány lép fel, így elektromos töltésszétválasztás jön létre a felhőn belül. Az elektronok a felhő alsóbb területén halmozódnak fel, ami így elektromosan negatív töltésű lesz.
Az ütközéseken felül a megfagyásnak is fontos szerepe van. Ahogy a felfelé szálló nedvesség a felhő felsőbb részében hidegebb levegővel találkozik, elkezd megfagyni, tömege növekedni kezd, ezért lefelé hullik és közben negatív töltésűvé válik, a még nem fagyott, felfelé haladó nedvesség pedig pozitív töltésű lesz.
A töltésszétválasztás elektromos teret hoz létre, ami az elhelyezkedő töltéseknek megfelelően alul negatív, felül pozitív irányultságú. Az elektromos tér erőssége a felhalmozott elektromos töltésekkel arányos. Ahogy ennek az erőtérnek az erőssége egyre növekszik, a földfelszínben lévő negatív töltésekre taszító erőt gyakorol, így azok a földben mélyebbre süllyednek. A földfelszín ennek hatására pozitív töltésű lesz.
Amikor az elektromos tér erőssége eléri a több tízezer volt/centiméter értéket, az elektromos töltésekre ható vonzóerő miatt a töltések a levegő molekuláiban is kezdenek szétválni, a felhő alja a közelében lévő pozitív töltésű levegőmolekulákra vonzóerőt gyakorol, így azok felfelé, a felhő alja felé mozdulnak el. A töltések szétválását a levegőben ionizációnak nevezik. Az ionizált levegő (más néven hideg plazma) elektromos vezetőképessége sokkal jobb, mint a nem-ionizált (de egyéb tulajdonságaiban azonos) levegőé (gyakran az elektromosan jól vezető fémeket is úgy jellemzik, mint pozitív atomtörzseket, amiket könnyen mozgó elektronfelhő vesz körül). Az elektronok kis tömegük miatt könnyen elmozdulnak, és áramlásuk elnevezése: elektromos áram. A levegő ionizációs folyamata során vékony, hosszabb-rövidebb járatok alakulnak ki a felhő és a földfelszín között, amikben az elektronok mozogni tudnak.
A villám nem egy lépésben csap le, mivel ezek a hosszabb-rövidebb vezető szakaszok nem egyszerre alakulnak ki, hanem fokozatosan. A járatok általában nem pontosan a felhő és a föld közötti legrövidebb egyenesen keletkeznek, hanem ezek jellemzően cikkcakk alakban haladnak. Ez amiatt van, mert az ionizáció mértékét befolyásolja a levegőben található apró porszemcsék elhelyezkedése, amik elősegítik az ionizációt. Így az elektromosan vezető csatorna abban az irányban alakul ki, ahol a jobban vezető szakasz megtalálható. A már kialakult apró vezető szakasz elősegíti további vezető szakaszok kialakulását, mivel a töltések a vezető szakaszban annak végéig el tudnak mozdulni, tehát módosítják a korábban kialakult elektromos teret, vagyis az erőviszonyokat.
A földfelületről, főként a kiemelkedő, hegyes részekből is megindul (kis lépésekben) a pozitív előjelű elektromosság cikkcakkos áramlása a felhő felé, de azt sohasem éri el. A föld felől kiinduló áramlás jellegzetessége a lilás, rózsaszínes fény (ami persze csak nagysebességű kamera felvételén észlelhető). A felhőből kiinduló nyúlvány általában fehér színű.
Az elektromosan vezető csatornák kialakulási folyamatának végén a felhő és a földfelszín összekapcsolódik egy vagy több, elektromosan vezető csatornán keresztül, amin először egy gyengébb elővillám fut végig, majd egy vagy több erősebb töltésáramlás megy végbe, gyakran ugyanazon a csatornán, hiszen abban a pillanatban azon a legkisebb az elektromos ellenállás.
Amikor a kétféle töltés találkozik, a töltések kiegyenlítődnek. A folyamat során a villámban haladó elektromos áram erősen felhevíti a levegőt, ami hirtelen kitágul, majd összeomlik. Ez erős fénnyel és hangrobbanással, azaz nagy robajjal jár. Ugyanazon az ionizált légcsatornán több villám is áthalad (akár 30-40), ezért a szemtanú számára úgy tűnhet, hogy a fő villámcsapás hosszabb ideig tartott, mint az azt megelőző gyengébb villanások. Ezt az illúziót erősíti, hogy a többszöri villámlással járó morajlások egybeolvadnak.
Az átlagosan 0,2 s-ig tartó kisülési időtartam alatt 30-40 000 amperes áramerősség lép fel.[forrás?] A villám sebessége 180 km/s (egy 18 km magasságban lévő felhőtől a földig a kész villám 0,1 másodperc alatt végighalad, alacsonyabb felhő esetén az idő még rövidebb). A hőmérséklet elérheti a 30 000 kelvint. A villámok 75%-a felhőn belül zajlik le. A villám fénye látható és UV-fényből áll.
Ha a villám homokos talajba csap, üvegszerű anyag keletkezik, aminek a neve fulgurit.

## A villámok fajtái

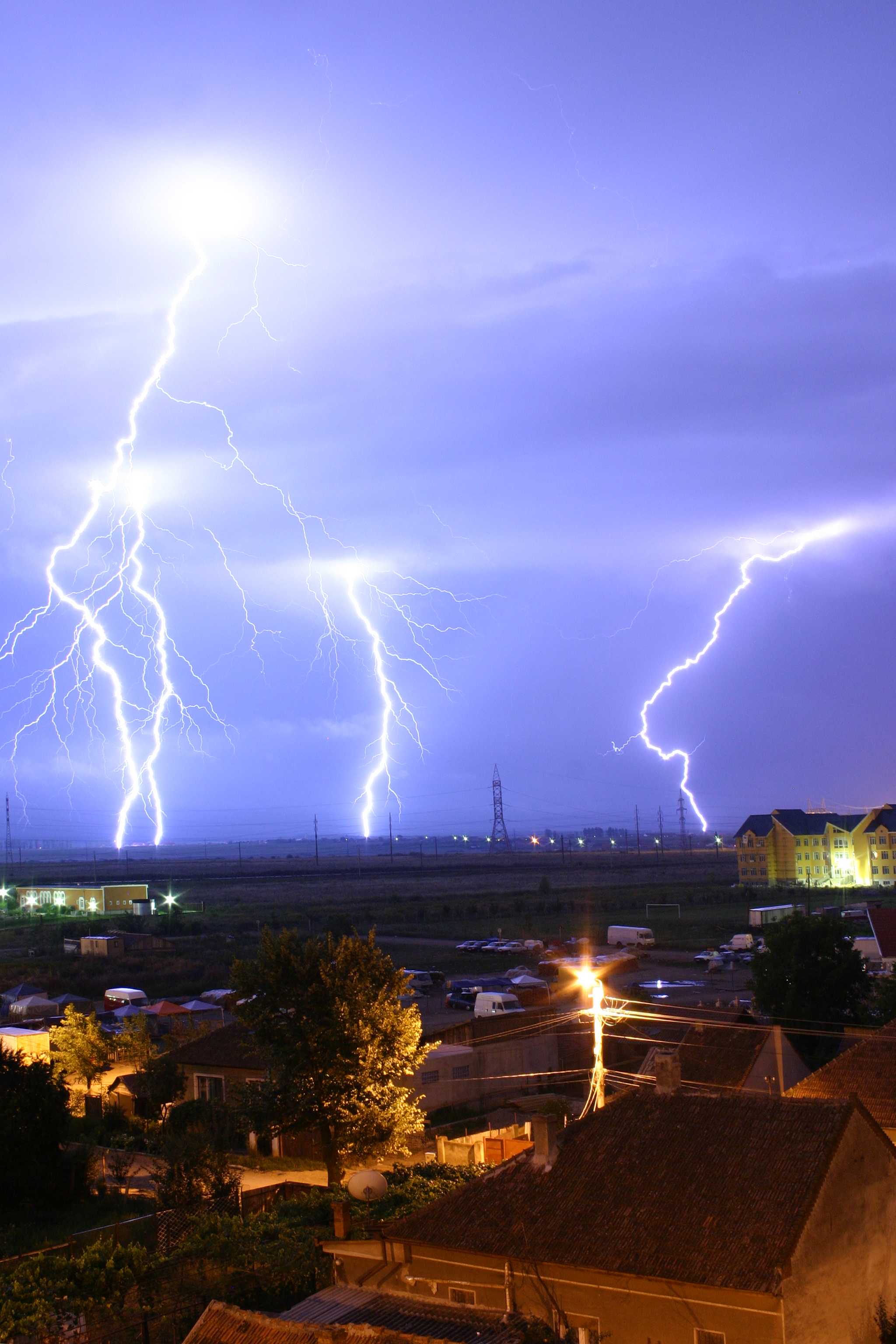
Majdnem egy időben lecsapó villámok (Nagyvárad, Románia)

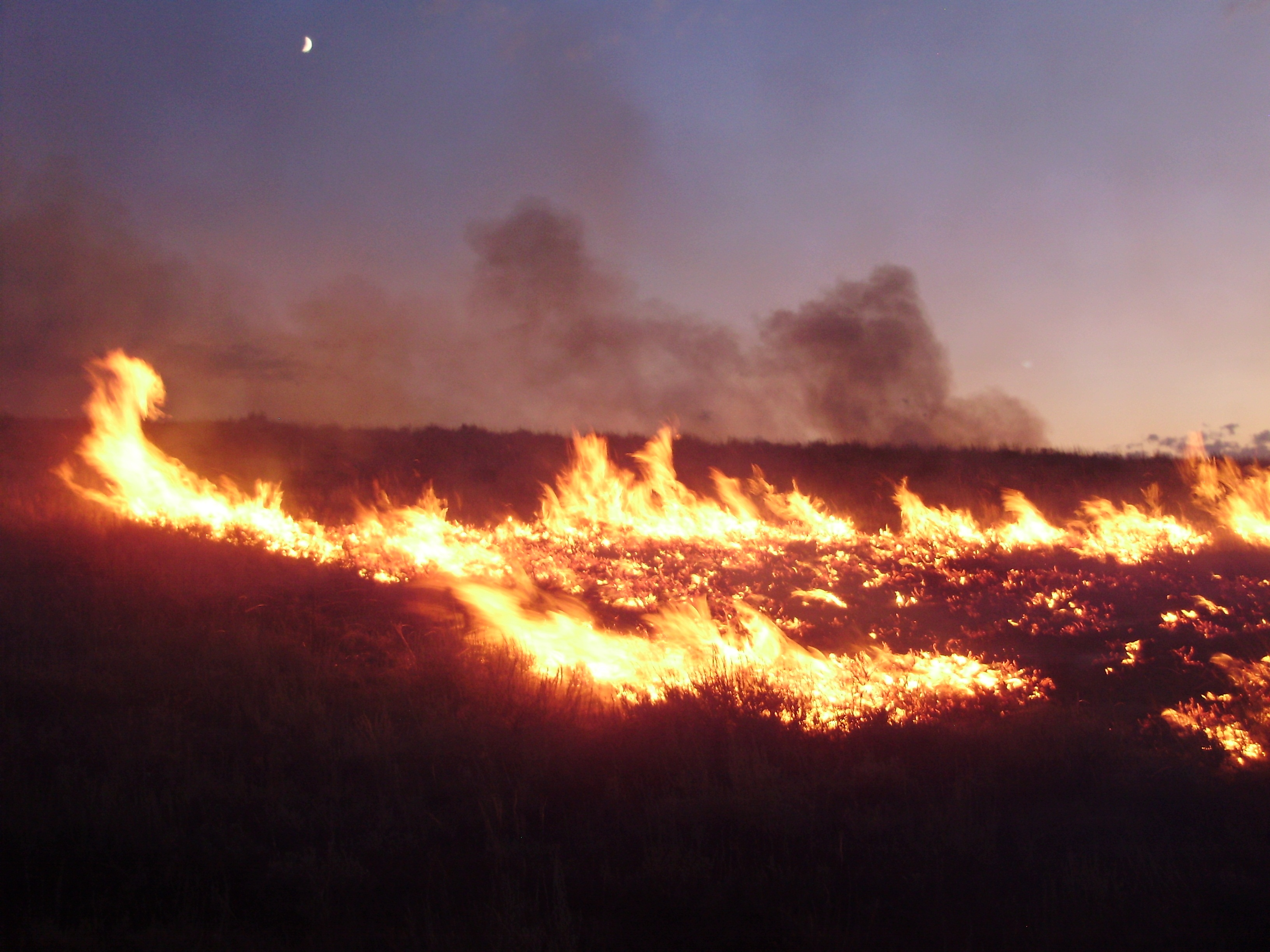
Szárazvillám által okozott bozóttűz (Nevada, USA, 2011)

A zivatarokban vagy a szupercellában vihar alkalmával többféle elektromos kisülés megfigyelhető.
- Felhő és föld közötti (lásd a leírást fentebb)
- Föld és felhő közötti (ez többnyire a földfelszínből kiemelkedő, hosszú, elektromosan jól földelt objektumból indul el)
- Felhőn belüli vagy felhők közötti, amit emiatt felhővillám-nak is neveznek - Működési mechanizmusa hasonló a felhő és föld közötti villáméhoz, csak éppen felhőn belül jön létre. Fénye emiatt kevésbé éles és nem vonalszerű, hanem a felhőt belülről világítja meg, fénye emiatt nagyobb felületre kiterjedő, elmosódott.

Megkülönböztetjük továbbá a szárazvillám és nyári villám jelenségeket is. A köznyelv a szárazvillám kifejezéssel jelzi, ha villámláskor nem esik az eső, azaz a felhőből hulló csapadék nem éri el a talajt. A nyári villám a szemlélőtől annyira távol látható, hogy onnan hanghatás nem, vagy csak gyengén érkezik. A távoli helyen ilyenkor általában esik az eső, de azt az észlelő nem érzékeli.
A szárazvillám veszélyessége abban áll, hogy nem jár a talajra hulló csapadékkal, ezért könnyen bozóttüzeket okoz (ez különösen Észak-Amerika nyugati területeire jellemző). A szárazvillámok megjelenését ezért külön figyelik az USA-ban.

## A mennydörgés oka
A villám erősen felhevíti a levegőt (a Nap felszínének hőmérsékletére), amely hirtelen kitágul, és összeütközik a környező légtömegekkel, ez hangrobbanást okoz, ami nagy robajjal jár. A hosszabban hallható dörej több villám következtében alakul ki, amik sűrűn követik egymást.

## A villámlás és dörgés időbeni eltérésének oka
A fény és a hang terjedési sebessége különböző. Ugyanazt a távolságot a fény sokkal gyorsabban teszi meg, ezért látjuk először a villámlást, és csak utána halljuk a dörgést.

## A villámlás távolsága
Mivel a fénysebesség sokszorosan felülmúlja a hang terjedési sebességét, ezért mindenféle eszköz nélkül is meg tudjuk állapítani a villámlás távolságát. Ha a két jelenség között eltelt időt (másodperceket) elosztjuk 3-mal, közelítőleg megkapjuk a távolságot km-ben.
A villám megpillantásakor (például 20-tól egyesével) elkezdünk számolni: 21, 22, 23, ... Ha a dörgést például „25”-nél halljuk, a hangnak kb. 5 másodperc kellett az út megtételéhez. Ez azt jelenti, hogy körülbelül 1,5 kilométernyire történt a villámlás.
A másik módszer ha a a villám észlelése után elkezdjük számolni a másodperceket a mennydörgés meghallásáig, a kapott másodpercek számát megszorozzuk a hang terjedési sebességével, (kb. 340 méter/másodperccel), akkor megkapjuk a villámlás távolságát méterben. Ha például a villám felvillanása után 5 másodperccel halljuk meg a mennydörgést, akkor a vihar távolsága 1700 méter.

## Villámcsapás elleni védekezés

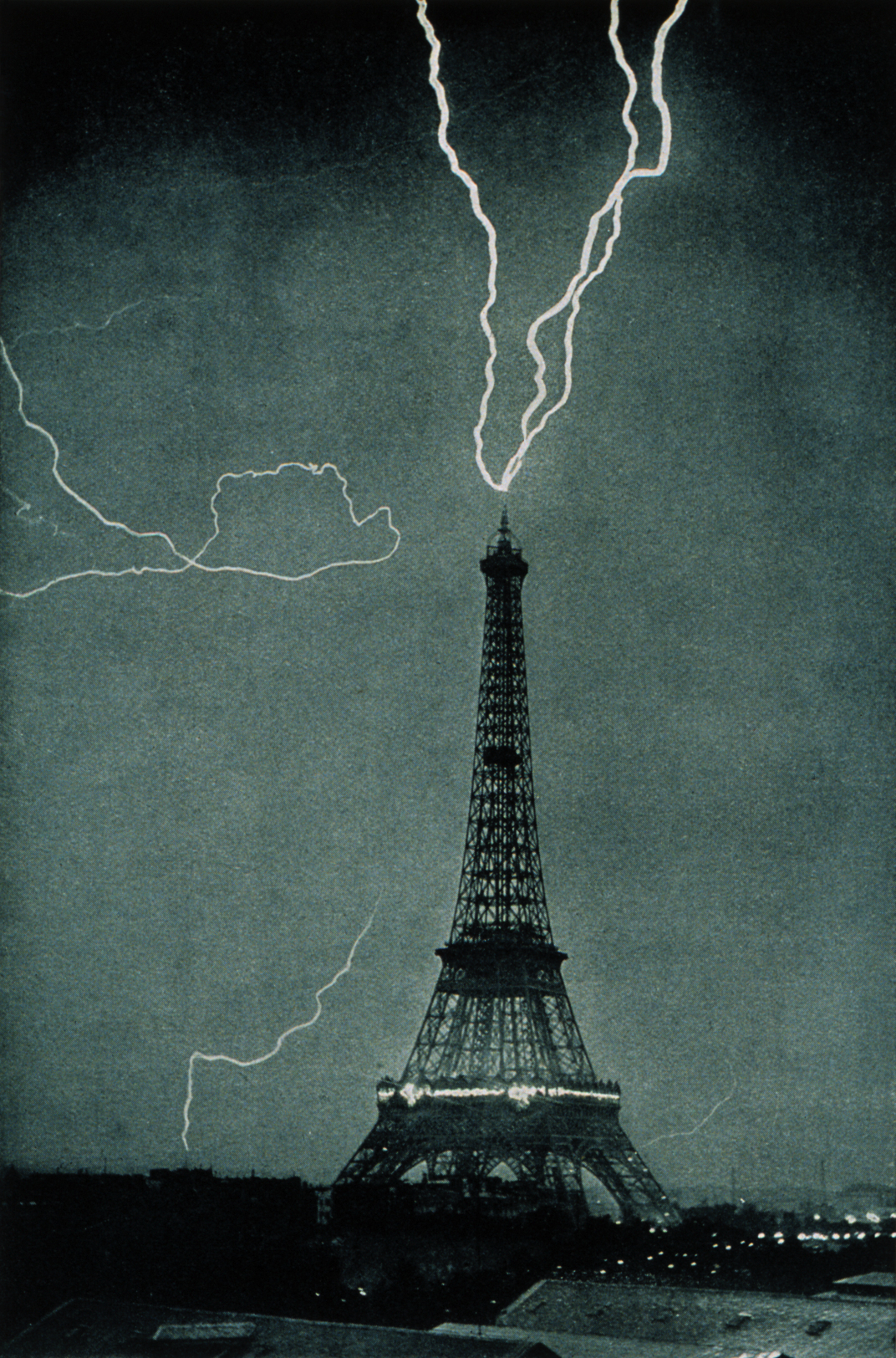
Villám csap az Eiffel-toronyba (1902)

Villámcsapás ellen nincs 100%-osan hatékony védekezés, azonban a károkat és a sérüléseket előre tervezéssel és odafigyeléssel jelentősen csökkenteni lehet.
Villámcsapás zivatar előtt is lehetséges, ezért komoly figyelmeztető jel a sötét és magas viharfelhő vagy az erősödő szél. A villámcsapások 10%-a verőfényes, kék égbolt mellett következik be, a zivatarfelhőtől akár 15 km távolságban.[forrás?]
Ha a villámlás után 30[forrás?] másodpercen belül hallható a dörgés, akkor a szemlélő villámcsapás veszélyének van kitéve, mely ellen biztonságos menedék keresése a legjobb védekezés. Mivel fába gyakorta csap villám, ezért a fa közvetlen közelében való tartózkodás tovább fokozza ezt a veszélyt. Ehelyett zárt hely keresése, például autó vagy épület belseje a jobb megoldás, de a barlang nem alkalmas erre. Évente világszerte mintegy 2000 embert ér villámcsapás, ezeknek 25-33%-a halálos.

### Épületek védelme
A villámok elleni védekezés érdekében Benjamin Franklin feltalálta a villámhárítót. Ez egy, az épületek tetején elhelyezett és földelt fémrúd, amely az épület környezetében felhalmozódó elektromos töltéseket a villámhárítón keresztül elvezeti, illetve becsapódó villám esetén annak áramát a talajba vezeti, így az épületet megóvja a villámcsapás közvetlen károsító hatásaitól.
A villám azonban akkor is okozhat károkat, ha villámhárítóba csap. A villámhárítóban folyó nagy áramerősség hatására háromféle úton terjedhet tovább a villám hatása.
1. Konduktív csatolással: a földelt fémvezetéken végigfolyó, illetve a földben szétterjedő áram hatására megemelkedik a villámhárító és annak környékének potenciálja a távolabbi „föld” pontokhoz képest. Ez túlfeszültséghez vezet, ami átívelhet szigetelt vagy máshol földelt tárgyakhoz. Mivel a feszültségemelkedés mértéke {\displaystyle U=I_{v}R_{f}} ({\displaystyle I_{v}} a villám áramerőssége, {\displaystyle R_{f}} az úgynevezett földelési ellenállás), fontos a villámhárítók (és egyéb, villámcsapásnak kitett fémtárgyak) megfelelő földelése. 100 kA-es áramcsúcs és 2 Ω-os földelési ellenállás esetén 200 kV adódik, ami elegendő kb. 10 cm levegő átütéséhez.[5]
2. Induktív csatolással: a villámhárítóban folyó áram mágneses tere feszültséget indukálhat a közelben található, attól független vezetőhurkokban is. Többszintes épület esetén az adatátviteli és villamos hálózatok és antennák rendszerében könnyen indukálódhatnak hatalmas túlfeszültségek. Egy villámvédelmi méretezésekben használt átlagos áramfelfutási értékkel, 100 kA/μs-mal számolva egy, a villámhárítótól fél méterre (falvastagság) elhelyezkedő, 10 m élhosszúságú négyzetben 620 kV is indukálódhat.[6]
3. Kapacitív csatolással: a villámhárító és a hozzá kapcsolódó vezetők, vezetékek mint egyik fegyverzet és a környezetben található fémtárgyak, más vezetékek mint másik fegyverzet közötti kapacitás (szórt kapacitás) miatt a villámhárító potenciáljának megugrása a másik fegyverzet ellentétes irányú feltöltődéséhez vezet. Ez nagy áramerősségekkel és feszültségszintekkel járhat.[7]

### Emberek a szabadban

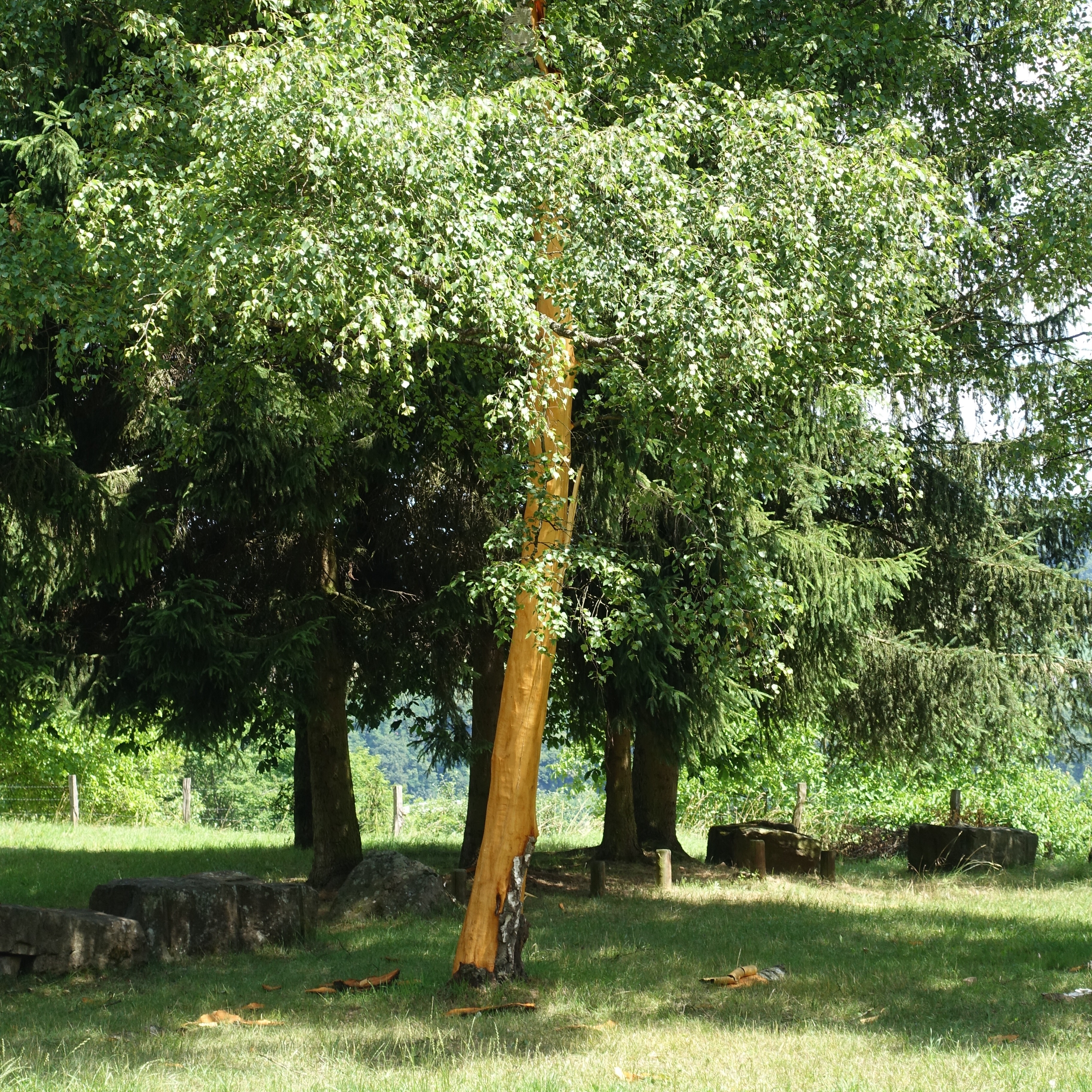
A törzs és a kéreg között hirtelen kialakult gőznyomás lerántotta egy fáról a kérget

Viharos időben nagy a villámcsapás veszélye horgászás, csónakázás, úszás (és egyéb, természetben végzett vízisport), továbbá kempingezés közben.
Szabadban végzett tevékenységet az aktuális időjárás-jelentés ismeretében érdemes megtervezni úgy, hogy villámlás esetén vissza lehessen vonulni egy közeli épületbe vagy egy teljesen zárt, felül is fémmel borított gépjárműbe. A járművön belül veszélyt jelenthet a fémes részek (pl. ajtókilincs, kormány) érintése vagy közelsége.[forrás?]
Zivatar idején lehetőség szerint kerülendő a kiemelkedő tárgyak (oszlop, torony, fák, elektromos távvezeték), barlangbejáratok, nyitott térségek, illetve vízfelületek közelsége. Magashegyi túránál, ha nincs hova behúzódni, legjobb a törmelékes kőzettel borított talajra leülni, zárt lábakkal. Közelben várható villámcsapás esetén a halláskárosodás veszélye csökkenthető a hang fülbe való jutásának tompításával, pl. hallásvédő fültokkal, vagy akár fülre szorított kézzel.
Közvetlenül villámcsapás előtt sercegést vagy recsegést lehet hallani, és a bőrön felállhat a szőr, vagy bizsergés érezhető. Csoportban tartózkodva óvhatja a testi épséget, ha a csoport tagjai legalább 4-5 méter távolságot tartanak egymás között, és leguggolnak. Ilyenkor, ha az egyik csoporttagot mégis villámcsapás éri, a többiek segíteni tudnak rajta.

### Emberek épületen belül
Vihar idején csökkenthető a villám okozta áramütés kockázata a vízvezetékektől, ajtótól, ablakoktól, vezetékes telefontól, kézmosótól, zuhanyzótól, fürdőkádtól való távolmaradással. A kockázat tovább csökkenthető az elektromos készülékek kikapcsolásával, a kábelek konnektorból és antennacsatlakozóból való kihúzásával, valamint ezen eszközöktől való távolság tartásával. Az utolsó, hallható villámcsapás után még érdemes várni 30 percet, és csak aztán folytatni a tervezett tevékenységet. A túlfeszültség-védelemmel ellátott konnektor használata segíthet bizonyos anyagi károk megelőzésében, mert ha nem is a közeli vezetékrendszerbe csap a villám, lehet akkora pillanatnyi feszültségemelkedés, ami tönkreteheti az elektronikus készülékeket e védelem nélkül.

## Villámcsapás és a repülőgép
Érdekesség, hogy a statisztikák szerint minden rendszeres kereskedelmi járatot évente átlagosan egyszer villámcsapás ér (van, amelyiket többször is, és van, amelyiket egyáltalán nem). Az ilyen esetek többnyire csak ijedelmet okoznak a gép fedélzetén, mivel a repülőgépek többségének teste az elektromosan jól vezető alumíniumból vagy fémötvözetekből készül, ez pedig megvédi a gép berendezéseit, illetve a gép utasait a közvetlen villámcsapástól (Faraday-kalitka elve). A gép érzékeny elektromos berendezései túlfeszültség ellen védve vannak. A repülőgépet csak a személyzet engedélyével szabad elhagyni, és ugyanúgy érdemes várni egy kicsit a vihar elvonulására, mintha szabadban lennénk. Ha a gépből való kiszállás után villámlik, akkor a gép teste már nem biztosít védelmet az azt elhagyó személynek.

## Élettani hatás
Villámcsapás esetén az áramütés csak 10-20%-ban halálos, ha van a közelben életmentésre alkalmas személy, aki azonnal beavatkozik. Csonttöréssel csak akkor kell számolni, ha az áldozat leesett valahonnan, azonban szinte mindenkinél egyensúlyi, hallás- és látászavarok lépnek fel, mert az erős fény- és hanghatás (tartósan is) károsíthatja az érzékszerveket. Az érzékcsalódások akár órákig is eltarthatnak. A villámcsapás ún. áramjegyet hagy maga után: az áram ki- és belépési helyén világos színű, faág alakú bőrelhalás marad, ún. Lichtenberg-féle ábra. Ez hasonlóképpen kezelést igényel, mint más égési sérülés esetén.
Ha a villámcsapást szenvedett áldozat magánál van, és környezete további kockázatot jelent villámcsapás szempontjából, akkor kísérjük vagy szállítsuk kisebb kockázatot jelentő helyre. Az esetek többségében sem hallani, sem látni nem fog, ezért oda kell menni hozzá, és kézen fogva vezetni kell. Az áramütött személy nem hordoz elektromos töltést, így meg lehet fogni puszta kézzel.
Ha az áldozat nincs magánál, nem lélegzik, és értünk hozzá, azonnal kezdjük meg az életmentést, a szájból orrba való lélegeztetést.
Ellenőrizni szükséges a pulzust a nyaki ütőérnél legalább 20 másodpercig, és ha nem észlelhető pulzus, a lélegeztetéssel felváltva mellkaskompressziót (a köznyelv ezt szívmasszázsként ismeri) is kell alkalmazni, amely esetben a mellkasra mért pumpáló mozdulatok folytonosságán és ritmusosságán van a hangsúly. Ha az áldozat a nedves földön fekszik, helyezzünk alá valamilyen védőréteget, ami elszigeteli a talajtól, hogy csökkentsük a kihűlés veszélyét. Ha a pulzus visszatér, de az áldozat még nincs magánál, folytatni szükséges a lélegeztetést, amíg az újra meg nem indul. Az újraélesztést lehetőleg az eredeti helyszín közelében kell megkezdeni, és a sérült akkor szállítható el onnan, ha a pulzusa és a légzése helyreállt.

## Tartós élettani hatások
Krónikus fájdalmak, egyensúlyi és memóriazavarok, a személyiség megváltozása, hirtelen hangulatváltozások léphetnek fel. A villámcsapás áldozata más embernek érzi magát, elidegenedik a környezetétől és a családjától.

## Hatások a légkörre
Légkörkutató kémikusokból és villámkutatókból álló csoport megállapította, hogy a villámok és a kamerával vagy szabad szemmel nem látható, láthatatlan kisülések rendkívüli mennyiségű hidroxilgyököt (•OH) és hidroperoxilgyököt (HO2) termelnek.
A hidroxilgyök fontos a légkörben, mert kémiai reakciókat indít el, és olyan molekulákat bont le, mint az üvegházhatású metán. Az OH a légkör számos összetételbeli változásának fő mozgatórugója.

## Villám és antianyag
A nagyenergiájú gamma-kitörések vizsgálatára üzembe állított Fermi gammasugár teleszkóp 14 hónapos működése során 2009-ben 17 alkalommal észlelte, hogy földi villámlás során nemcsak elektronok, hanem pozitronok is keletkeztek (amik az elektronok antianyag-megfelelői). Az észlelést a World Wide Lightning Location Network is megerősítette.
A bejelentés nem teljesen új, mivel hasonló energiájú gamma-kitöréseket már az 1990-es évek elején is észlelt a NASA Compton űrtávcső műholdja.

## Gamma-kitörések
A legtöbb zivatar során gamma-kitörések keletkeznek, még a gyenge viharok esetén is. Ezt a jelenséget első ízben a NASA Compton Gamma-Ray Observatory gammasugár-vizsgáló műholdja észlelte 1992-ben. A gamma-kitörés ideje általában rövidebb, mint egy ezredmásodperc. A zivatarokban részt vevő felhők elektromos töltéssel rendelkeznek, általában a felhő alja negatív, a teteje pozitív töltéssel. Megfelelő körülmények esetén a felhőn belüli villámlás áttöri a felhő elektromos terét, és felfelé elektronok áramlata indul meg nagy sebességgel, amik ütköznek a levegő molekuláival, így gamma-sugárzás jön létre. Az elektronok kitörése eddigi ismereteink szerint 11-14 km magasságban történik.

## Téves hiedelmek
- Nem igaz, hogy „a villám kétszer nem csap le ugyanarra a helyre”. Az Empire State Building épületbe egy alkalommal 15 percen belül 15 alkalommal csapott bele a villám.
- Nem igaz, hogy nem szabad a villámcsapást szenvedett személyhez hozzányúlni. Az elektromos töltések nem tárolódnak a testében, tehát nyugodtan megfogható és el lehet mozdítani, illetve ha szükséges, akkor megkezdeni az újraélesztést.
A félreértés abból ered, hogy elektromos áramütés alatt nem szabad puszta kézzel megérinteni a sérültet, hiszen ő akkor még az elektromos áramkör része. A villámcsapás azonban igen hamar véget ér.